# Jean-Antoine de Charry des Gouttes
Jean-Antoine de Charry dit le « marquis Charry des Gouttes », né à Moulins, est un officier de marine français du XVIIIe siècle.

## Biographie

### Origines et famille
Jean-Antoine de Charry descend de la famille de Charry qui prouve sa noblesse depuis 1316 en Nivernais et qui compte parmi ses membres des officiers. La branche à laquelle il appartient est propriétaire de la seigneurie et du château des Gouttes, elle fut admise aux honneurs de la Cour en 1787, et elle paraît être éteinte au début du XXe siècle.
Il est le fils de François-Marie de Charry des Gouttes, commandant des Gardes de la Marine à Rochefort, et de sa femme, Marguerite de Saint-Germain d'Apchon. Il est baptisé le 17 janvier 1713, son parrain est Jean-Jacques de Charry des Gouttes (1666-1718), prieur commendataire du Moûtier-lès-Jaligny.
Plusieurs membres de sa famille servent dans les armées du roi, dans l'infanterie (autour des Condé et des Conti) et dans la Marine. Son grand-oncle, Philippe Raquin des Gouttes, commandeur des Gouttes, termine sa carrière comme lieutenant général des armées navales et prieur d'Auvergne pour l'ordre de Saint-Jean de Jérusalem,. Cinq de ses cousins tomberont au champ d'honneur.

### Carrière dans la Marine du roi

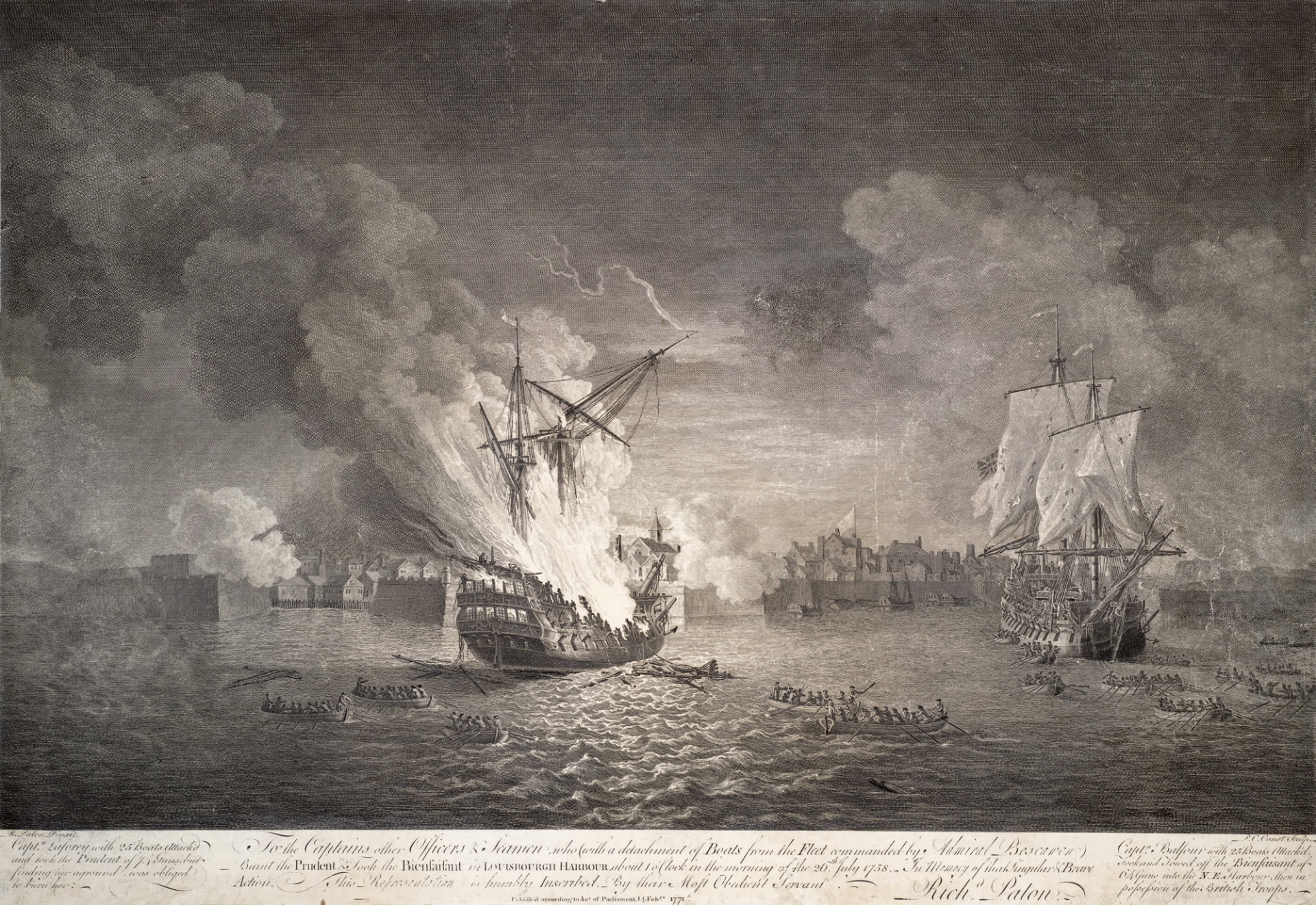
Le siège de Louisbourg en 1758, lors duquel Charry des Gouttes perdit ses vaisseaux.

Il intègre une compagnie de gardes de la Marine le 25 mai 1725. Reçu chevalier de l'ordre royal et militaire de Saint-Louis en 1740, il est promu lieutenant de vaisseau le 1er mai 1741, puis capitaine de vaisseau le 1er janvier 1746. Le 3 avril 1747, il épouse Charlotte-Françoise de Menou (morte en 1802). De cette union naîtra un fils unique Aignan de Charry des Gouttes (né en 1753).
En 1758, il commandait le vaisseau le Prudent de 74 canons. Le 9 mars 1758, il appareilla de l’île d’Aix à la tête d’une division de neuf navires qui partaient défendre Louisbourg, sur l’Ile Royale. Sur place, il y fut rejoint par la division de Beaussier de l’Isle, peu avant que ne paraisse devant la place une flotte anglaise de plus de vingt vaisseaux de ligne avec des dizaines de transports qui débarquent sur l’île une armée d’invasion.
Durant l'assaut général des Anglais par terre et par mer, l'amiral et ses officiers refusèrent de tirer parti de l'escadre comme de batteries flottantes, de détruire la Batterie royale dont l'ennemi s'empara sans coup férir. « Leur conduite, écrivit l'ingénieur Foilly, fut aussi digne de mépris que leur raisonnement pitoyable. Seul se distingua le valeureux Vauquelin, qui commandait l'Aréthuse. » Amarrée au fond du port, l'escadre fut criblée de projectiles, brûlée et démolie sur place. Le 21 juillet, une bombe ayant fait éclater des cartouches à bord du Célèbre, le fait sauter, mettant le feu à l'Entreprenant et au Capricieux, qui flambent la nuit. Les Anglais s'acharna à tirer sur les victimes, qui brûlaient sur les ponts et sur les bateaux de sauvetage. « Ce fut une scène choquante, avouait l'enseigne William Gordon; car ces ennemis n'en étaient pas moins des hommes.» L'officier Hamilton ajoute que « ce spectacle réjouit fort notre chapelain, qui maudissait les Français ». Le 26, dans la nuit brumeuse, des chaloupes ennemies vinrent incendier Le Prudent et capturer le Bienfaisant. Chef d'escadre, officiers, équipages, tous sont faits prisonniers de guerre. Rendus en France, il continuèrent sains et saufs leur service dans la marine.
Le 5 mai 1759, il obtint des lettres de terrier pour ses seigneuries des Gouttes, du Riau, Soupaize, la Motte-Jolivette, Givreuil et Châtelperron en Bourbonnais et pour celle d'Ainay-le-Vieil en Berry.
Le 16 septembre 1764, il se retire du service avec le titre et la pension de chef d'escadre.
Il reçoit Arthur Young en août 1789 dans son château du Riau.
Le « marquis de Charry » ne figure ni sur la liste des émigrés ni sur celle des victimes de la Terreur.